# Sony Dream Machine

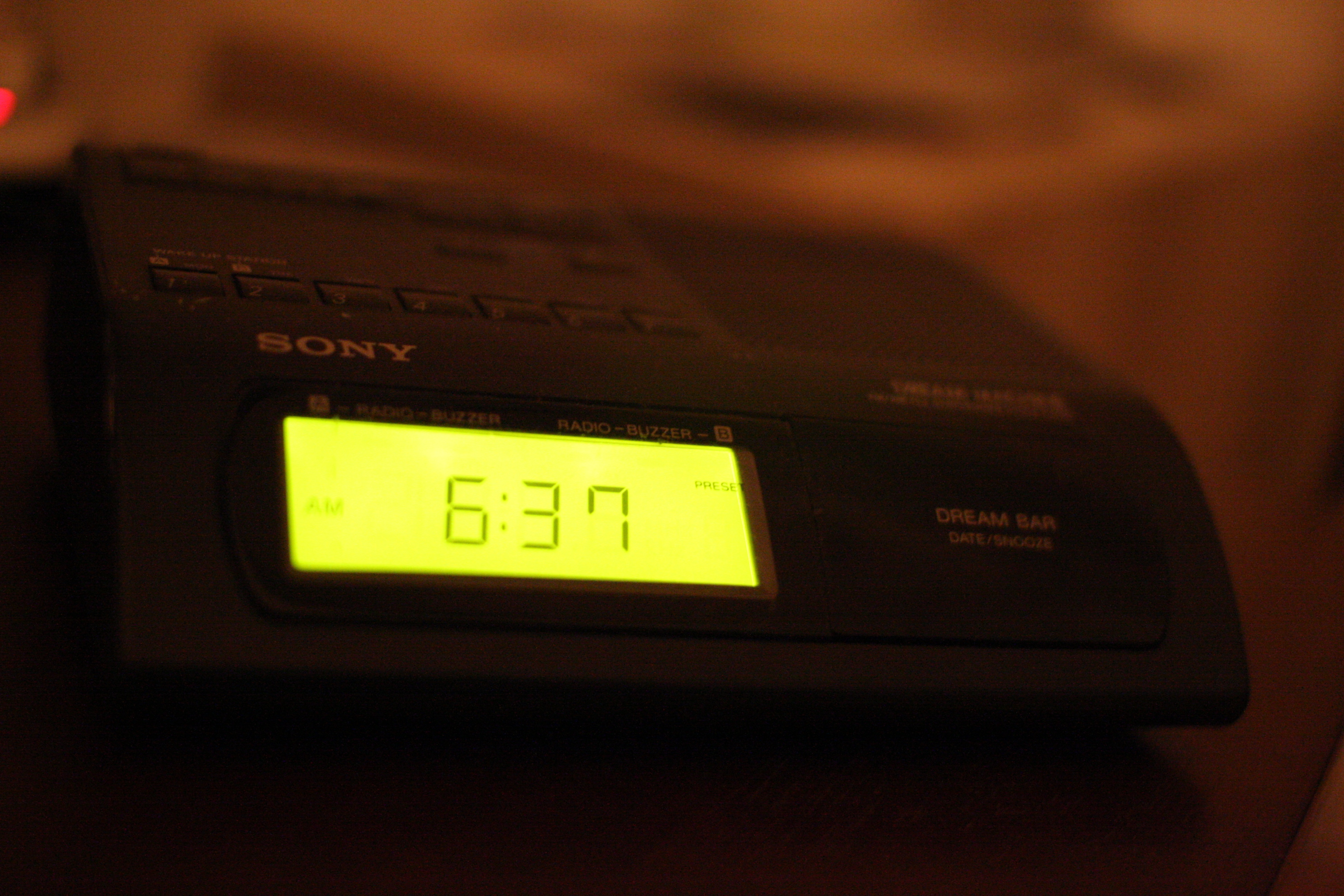
Sony Dream Machine будильник, із кнопкою відкладення торгової марки «dream bar».

Sony Dream Machine — довготривала лінійка радіогодинників від Sony Electronics. Моделі варіюються від базових AM/FM до дорожчих моделей із док-станцією для iPod/iPhone, РК-екраном, прожекторами та підключенням до Інтернету.
Лінійка була запущена на початку 1960-х років і випускала до початку 2010-х років.

## Історія
У середині 1960-х років Sony представила перший годинник Dream Machine. Багато з цих старих моделей маловідомі через слабку рекламу. Існує інформація, що на початку 70-х Sony продавала тисячі годинників кожного святкового сезону. Це був один із перших широко поширених цифрових приладів у домі. Dream Machine все ще залишався популярним варіантом, хоча до середини 1980-х років було багато інших варіантів цифрових годинників. За короткий час наприкінці 2000-х років ринок радіогодинників переживав бум через появу кількох нових варіацій, включаючи 30 конактну док-станції для iPod/iPhone і програвачів компакт-дисків. На початку 2010-х років Sony припинила виробництво нових годинників під назвою «Dream Machine». На момент припинення виробництва ця назва використовувалася понад сорок років.

## Продукти

### 8FC-59W
Один з перших радіогодинників, випущений в 1968 році. Годинник показує час за допомогою механічного механізму перекидання. Має будильник, а також FM та AM радіо.

### ICF-CL75iP
Пристрій має 7-дюймовий сенсорний екран, який можна використовувати як фотораму, будильник, радіо та док-станцію для iPod. На правій стороні годинника є док-станція на 30 контактів. Engadget критикував обмежену підтримку кодеків, але похвалив привабливий дизайн і низьку (149,95 долара США) оголошену ціну. Вони також запропонували Sony додати підтримку віджетів Chumby , що пізніше Sony виконала зі своїм будильником Dash. CNet Australia вважає, що, хоча йому не вистачає деяких функцій, які споживачі могли очікувати від автономних пристроїв, комбінація функціональних можливостей компенсує недоліки кожної з його частин.

### ICF-CD3iP
Годинник заокруглений. Динаміки моделі розкритикували, але модель має лоток для компакт-дисків і продавалася відносно дешево.

### ICF-C318
Радіогодинник з великим дисплеєм і двома незалежними будильниками, які можна налаштувати на радіо або дзвінок. Інші функції включають зелений світлодіодний дисплей діагоналлю 0,9 дюйма, розширювану панель відкладення, вбудований календар з автоматичним налаштуванням літнього часу та літієвий акумулятор для резервного копіювання пам’яті на повну потужність. Термін служби акумулятора Sony становить приблизно 250 днів. Модель також має вбудоване AM/FM радіо з феритовою антеною для AM, дротяною антеною для FM та монофонічними 66-мм динаміками.

### ICF-C303
Pll Synthesized радіогодинник, який мав цифровий тюнер і багато функцій. Має приховані елементи керування, які використовуються для налаштування годинника, має подвійний будильник, 7 попередньо налаштованих станцій, а також радіо AM та FM.

### ICF-C218

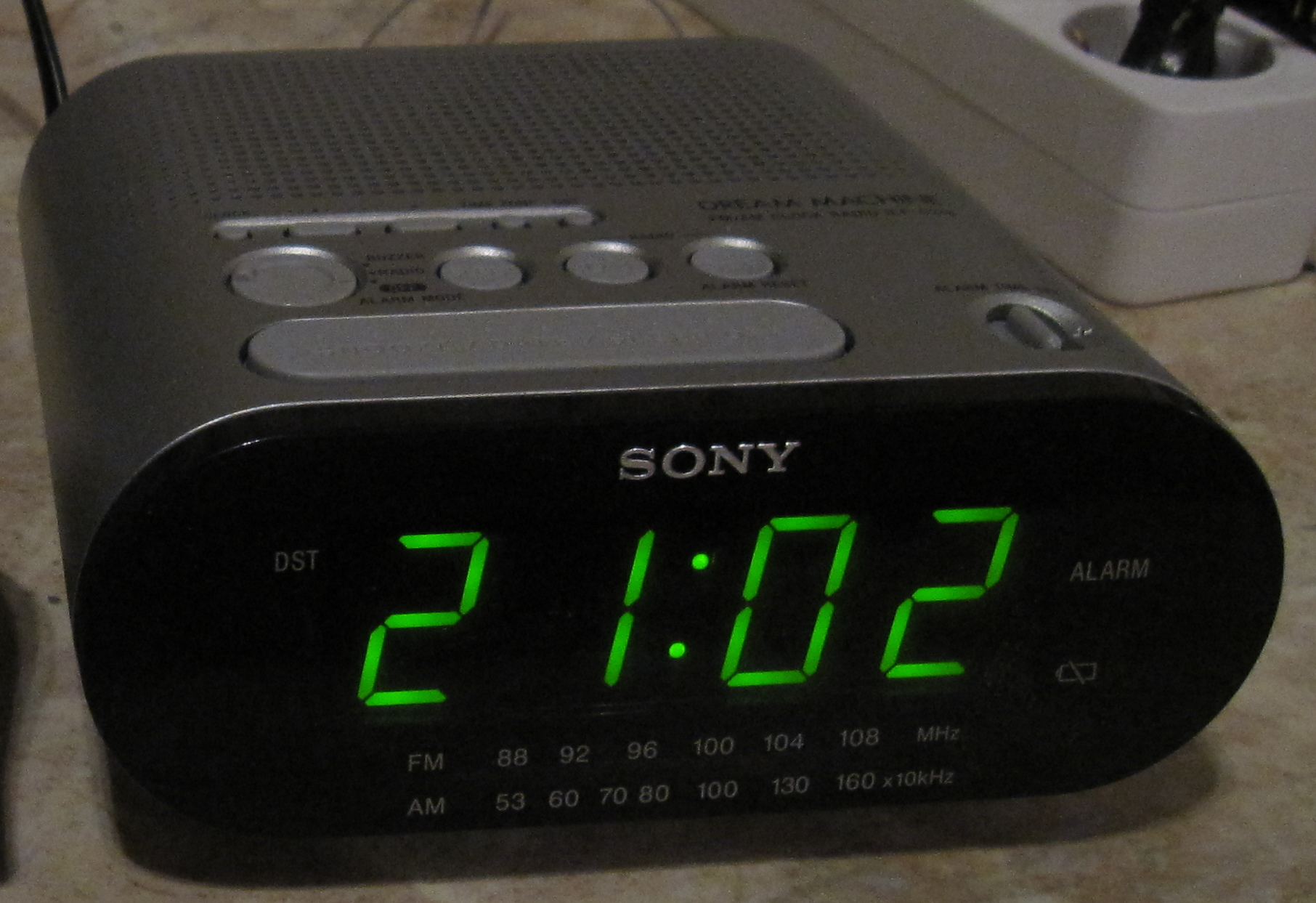
ICF-C218S

Радіогодинник, схожий на ICF-C318 із зеленим світлодіодним дисплеєм, але має один будильник замість подвійного. Такі ж характеристики, як і ICF-C318, але має інший дизайн. Він поставляється з двома станціями; FM і AM.

### ICF-C414
Радіогодинник із дуже великим 1,4-дюймовим зеленим світлодіодним дисплеєм, таким же, як і ICF-C318, але з більшим дисплеєм. Присутні подвійні будильники та радіодіапазони, FM та AM. Також він має мелодійну сигналізацію (лише ALARM B).

### ICF-C2W
Радіогодинник з одним будильником у вінтажному стилі, по суті є стандартним будильником. Без резервного акумулятора.

### ICF-C3W
Радіогодинник, який дуже схожий на C2W, але має інший звук будильника та інший час, коли ви підключаєте його замість спалаху, «12:00 AM».

### ICF-C317
Радіогодинник, виготовлений на початку 2000-х років, має велику круглу кнопку повтору, а також звуковий сигнал/радіобудильник. Він підтримує діапазони AM і FM, а тюнер і регулятор гучності розташовані збоку. Показує секунди, коли утримувати кнопку відкладення. Світлодіоди зелені, показують дванадцятигодинний час, з індикатором на лівій стороні, що показує ранок та вечір.

### ICF-C492
Радіогодинник, схожий на C317, такі ж характеристики, але має більший дисплей.

### ICF-C390
Радіогодинник, схожий на C470, але не має регулювання гучності, діапазонів AM та FM, подвійних будильників, відображення дати (без року) та червоних світлодіодів.

### ICF-CS650
Великий радіогодинник із касетним плеєром, подвійними будильниками, діапазонами AM та FM та зеленими світлодіодами.

### ICF-C470
Радіогодинник із різним звуком, регулятором гучності та двома різними будильниками. Цей також поставляється у версії MK2, він має червоний світлодіодний дисплей, а у MK2 — зелений світлодіодний дисплей. Перша сигналізація - це радіосигнал, а друга - звуковий сигнал, два діапазони; FM і AM.

### ICF-CD853
Радіогодинник із FM-радіо та програвачем компакт-дисків. Він оснащений 8-сантиметровим помаранчевим світлодіодним дисплеєм з різними параметрами яскравості. Майже круглої форми. Був у сріблястому та чорному кольорах. Вийшов близько 2002 року, продавався недовго.

### ICF-C717PJ
Годинник довгий і прямокутний, схожий на звукову панель. Головною особливістю який продавав цей годинник є звуки природи та задній проєктор, який може проєктувати час. Випущений у 2010 році.